# Теодор Бовери
Теодор Хайнрих Бовери (на немски: Theodor Heinrich Boveri) е германски биолог.

## Научна дейност
В началото на 20 век той създава теорията, според която ракът възниква поради увреждания в хромозомите. Основания за това са изследванията му на ембрионалното развитие на морските таралежи. Според Бовери повечето анеуплоидни клетки били нежизнеспособни. В някои случаи обаче, според тезата му, определен вид загуба, удвояване или промяна в порядъка на хромозомите, придават на една клетка и на нейното потомство способността да се превърне в туморна с неконтролируемо делене и накрая да предизвика рак. Поради това характерните хромозомни аномалии могат да се разпознаят в повечето тумори на определен тип тъкан.
От известно време определените с помощта на нови методи отрязъци ДНК могат да се направят видими и така изследователи идентифицират първите хромозомни промени, които се срещат в голям брой при тумори на пациенти, страдащи от един и същи тип рак, а дори и в клетките от предраковия стадий. Такива еднакви модели не биха се появили, ако анеуплоидията беше само случайна последица от прехода към раковия стадий, а не причината. Струпването говори в полза на новата теория за рака.
През 1888 г. Бовери документира неравномерното разпределение на хромозомите в деляща се клетка на ембрион на морски таралеж. Той предполага, че причината е в неправилното функциониране на вретенните влакна, които разделят удвоените хромозоми едни от други.